# Château du Guillier
Le château du Guillier est situé sur la commune de Plédéliac en France.

## Localisation
Le château est situé sur la commune de Plédéliac au lieu-dit de Le Guillier dans le département des Côtes-d'Armor, dans la région Bretagne.

## Description
Le château est constitué d'un corps de logis datant du XVIIe siècle et d'un pavillon en légère saillie datant du début du XVIIIe siècle. La façade postérieure donne sur un jardin à la française. La cour d'honneur est fermée par les dépendances et deux pavillons.

## Historique
La seigneurie du Guillier existait déjà au début du XVe siècle et appartenait aux du Breil. Vers 1600, cette famille se fondit dans la famille Brunet qui possède toujours le château.
Le château est inscrit partiellement au titre des monuments historiques par arrêté du 8 mars 1990.

## Protection
Éléments protégés : les façades et toitures du logis, de la chapelle et des dépendances ; cour ; jardin à la française ; grande allée du parc.